# Nepřevázka
Nepřevázka – gmina w Czechach, w powiecie Mladá Boleslav, w kraju środkowoczeskim. Według danych z dnia 1 stycznia 2013 liczyła 416 mieszkańców.
W Miejscowości jest przystanek kolejowy Nepřevázka.